# Agron Shehaj
Agron Shehaj (ur. 8 grudnia 1977 we Wlorze) - albański ekonomista i przedsiębiorca, poseł do Zgromadzenia Albanii z ramienia Demokratycznej Partii Albanii. Jest również zaangażowany w działalność charytatywną, a jego majątek jest szacowany na około 80 milionów euro.

## Życiorys
W 1991 roku wyemigował z rodziną do Włoch; mieszkał tam w Bolzano, następnie we Florencji, gdzie ukończył studia ekonomiczne na tamtejszym uniwersytecie. Po ukończeniu studiów przebywał przez rok w Stanach Zjednoczonych, a po powrocie do Włoch pracował w banku w Mediolanie.
Do Albanii wrócił w 2005 roku; założył tam telemarketingowe przedsiębiorstwo Intercom Data Service, będące największym przedsiębiorstwem tej branży w Albanii.
W 2017 roku został deputowanym do Zgromadzenia Albanii z ramienia Demokratycznej Partii Albanii.

## Życie prywatne
Ma młodszego brata oraz dwoje dzieci.